# Nationalisme syrien

L'ancien drapeau de la Syrie est un des symboles du nationalisme syrien parmi les loyalistes pro-baasistes.

Le nationalisme syrien également connu sous le nom de nationalisme pansyrien (ou pan-syrianisme), fait référence au nationalisme de la région syrienne, en tant qu'entité culturelle ou politique connue sous le nom de « Grande Syrie ».
Il ne faut pas le confondre avec le nationalisme arabe, qui est la doctrine officielle du Parti Baas syrien arabe, anciennement au pouvoir en République arabe syrienne, même si le Parti Baas syrien a aussi intégré des idées strictement pansyriennes au fil du temps qu'il mélange avec l'arabisme.

## Idéologie
Le nationalisme syrien postulait une histoire et une nationalité syriennes communes, regroupant toutes les différentes sectes et variations religieuses de la région, ainsi que le mélange de différents peuples de la région. Cependant, la Grande Syrie n’a pas d’histoire en tant qu’État et ses habitants ne s’identifient pas comme membres d’une grande nation syrienne. L’idée d’une Grande Syrie n’est pas intrinsèquement politique ; elle se base sur la culture, car les habitants de la région partagent de nombreuses traditions. Le nationalisme pansyrien peut être distingué sous deux formes : une forme pragmatique et une forme pure. La forme pragmatique accepte le panarabisme et considère la construction de la Grande Syrie comme un pas en avant vers la construction d’une nation arabe. La forme pure rejette complètement l’idée d’une nation arabe, affirmant que la Grande Syrie est une nation à part entière.
Le nationalisme syrien est un mouvement généralement laïc, estimant qu'un Syrien peut avoir n'importe quelle religion indigène de la région : musulmane sunnite ou chiite, chrétienne ou juive. Cela a attiré de nombreux chrétiens (ainsi que le nationalisme arabe, tout aussi non religieux), puisque les églises chrétiennes forment une minorité religieuse au Moyen-Orient et craignent souvent d'être éclipsées par les populations majoritairement musulmanes. La géographie de la Syrie en tant que carrefour explique également la diversité du territoire syrien.

## Pan-syrianisme
Outre le panarabisme conventionnel et le nationalisme arabe prônés par la plupart des nationalistes syriens, une minorité de nationalistes syriens a également exprimé un pansyrianisme indépendant. Bien que les tendances pan-syriennes puissent inclure l’idée que la nation fait partie du monde arabe, elles revendiquent également la Syrie comme le leader du peuple arabe, s’opposant ainsi aux mouvements panarabistes qui placeraient tous les Arabes sur le même plan. Le mouvement aboutit à la création d'un parti, le Parti social nationaliste syrien (PSNS) fondé en 1932 par Antoun Saadé.